# Annita á Fríðriksmørk
Annita á Fríðriksmørk (Tórshavn, 1968. július 27. –) feröeri tanár és politikus, a Tjóðveldi tagja.

## Pályafutása
1992-ben szerzett általános iskolai tanári végzettséget a Føroya Læraraskúlin. 1994-ig a strenduri iskolában tanított, 1995 első felében Koppenhágában, majd 1996 nyaráig Klaksvíkban. 1996 óta a Tekniski Skúli í Tórshavn tanári karához tartozik.
1997-1998 között Sjóv község tanácsának tagja volt. Először 1998-ban választották a Løgting képviselőjévé, azóta kormányzati megbízatásait leszámítva folyamatosan tagja a parlamentnek. 2003. szeptember 17. és december 5. között kulturális miniszter volt Anfinn Kallsberg kormányában.

## Magánélete
Szülei Simona és Henry Frederiksberg. Férje Páll Olsen (Brynhild és Eliesar Olsen fia). Két gyermekük van.